# Водяные тиранны
Водяные тиранны (лат. Fluvicola) — род воробьиных птиц из семейства тиранновых. Его название произведено от латинских слов fluvius, что означает «река» и -cola (то есть «обитатель») .

## Список видов
В состав рода включают три вида птиц:
- Fluvicola nengeta (Linnaeus, 1766) — Масковый водяной тиранн
- Fluvicola pica (Boddaert, 1783) — Пегий водяной тиранн
- Fluvicola albiventer (Spix, 1825)

Обитают эти птицы в Южной Америке. Всем видам МСОП присвоил охранный статус LC.

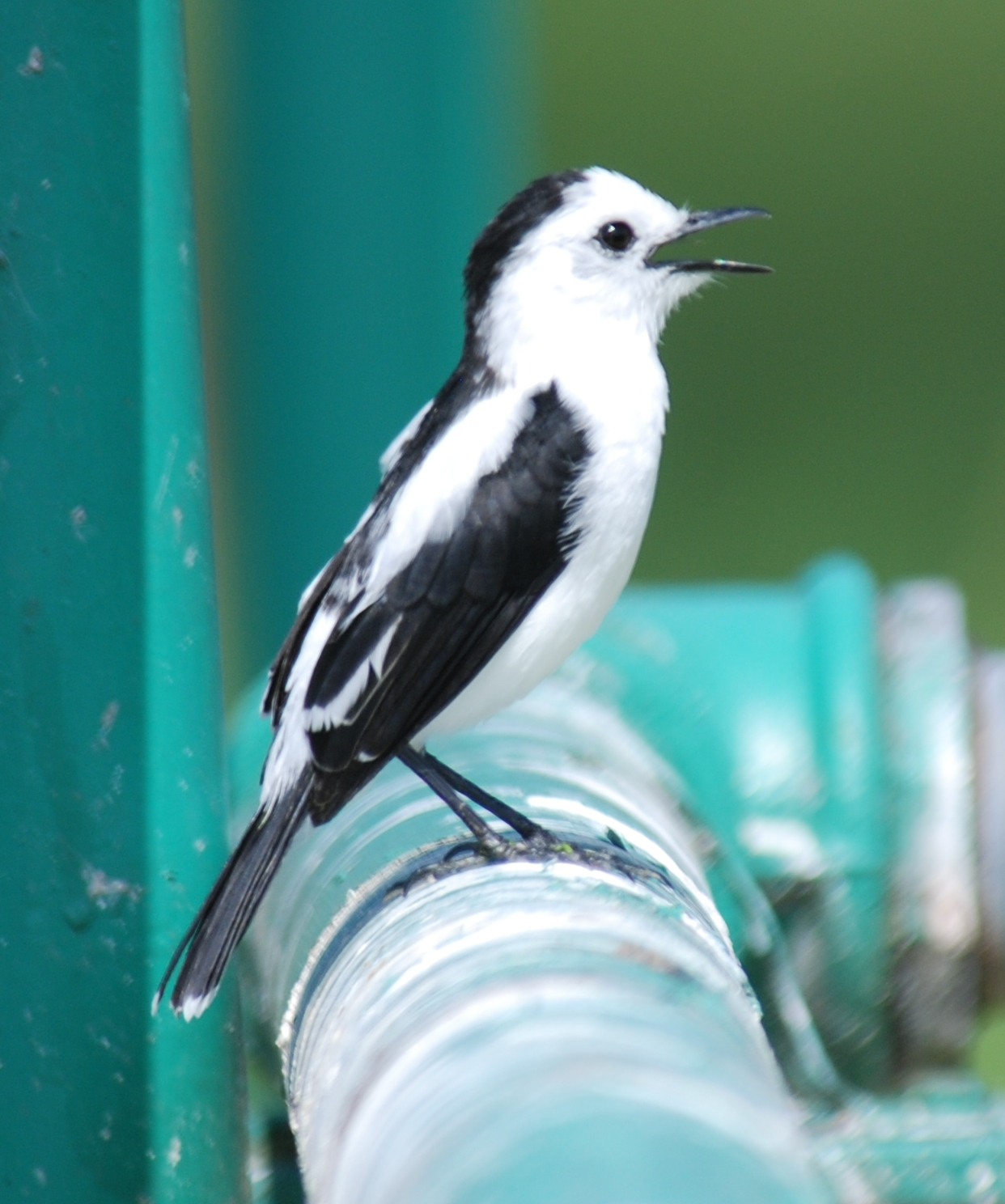
Пегий водяной тиранн